# Adolf Westrin
Adolf Westrin, född 12 januari 1847 i Asarum, Blekinge län, död 24 juli 1911 i Kalmar, var en svensk ämbetsman, genealog och riksdagsman. 

## Biografi
Adolf Westrin var son till kyrkoherden Anders Westrin och Carolina Sylvander. Han genomgick Karlshamns elementarläroverk och studerade därefter juridik vid Lunds universitet, antogs som vice häradshövding i Svea hovrätt 1873, blev länsbokhållare i Värmlands län 1874, landskamrerare i Kalmar län 1882 och var slutligen landssekreterare i där 1889–1904. Han gjorde omfattande genealogiska undersökningar rörande Kalmar stads förhållanden under 1600- och 1700-talen och också systematiskt rörande olika ämbetsmannagrupper (tullstaten, poststaten, landsstaten) i staden.
Hans omfattande excerpter inköptes av Kalmar läns fornminnesförening 1912 och finns i Kalmar läns museum, där de utgör en grund för forskning rörande stadens kulturhistoria.
Han var riksdagsman för Kalmar valkrets i andra kammaren 1887–1890 och representerade där Nya lantmannapartiet. I riksdagen skrev han en motion om de allmänna läroverken och pedagogierna. Westrin är begraven på Södra kyrkogården i Kalmar.